# Unité urbaine d'Argentan
L'unité urbaine d'Argentan est une agglomération française centrée sur la commune d'Argentan, dans le département de l'Orne, en région Normandie.

## Données générales
Dans le zonage réalisé par l'Insee en 1999, l'unité urbaine était composée de deux communes.
Dans le zonage réalisé en 2010, l'unité urbaine était composée de quatre communes, le périmètre ayant été étendu aux communes de Sai et Urou-et-Crennes. Le 1er janvier 2017, Urou-et-Crennes intègre la commune nouvelle de Gouffern en Auge et l'unité urbaine compte alors trois communes.
Dans le nouveau zonage réalisé en 2020, elle est composée de deux communes, celle de Sai ne faisant plus partie du périmètre.
En 2022, avec 14 541 habitants, elle représente la 3e unité urbaine du département de l'Orne et occupe le 27e rang dans la région Normandie.

## Composition de l'unité urbaine en 2020
Elle est composée des deux communes suivantes :
| Nom                     | Code Insee | Département | Statut       | Superficie (km2) | Population (dernière pop. légale) | Densité (hab./km2) | Modifier                                    |
| ----------------------- | ---------- | ----------- | ------------ | ---------------- | --------------------------------- | ------------------ | ------------------------------------------- |
| Argentan (ville-centre) | 61006      | Orne        | ville-centre | 18,18            | 13 494 (2022)                     | 742                | modifier les données · modifier les données |
| Sarceaux                | 61462      | Orne        | banlieue     | 10,77            | 1 047 (2022)                      | 97                 | modifier les données · modifier les données |

## Évolution démographique
| 1968   | 1975   | 1982   | 1990   | 1999   | 2008   | 2013   | 2020   |
| ------ | ------ | ------ | ------ | ------ | ------ | ------ | ------ |
| 15 018 | 17 348 | 17 963 | 17 233 | 17 441 | 15 347 | 14 883 | 14 443 |

#### Données générales
- Unité urbaine
- Aire d'attraction d'une ville
- Aire urbaine (France)
- Liste des unités urbaines de France

#### Données démographiques en rapport avec l'unité urbaine d'Argentan
- Aire d'attraction d'Argentan
- Arrondissement d'Argentan

#### Données démographiques en rapport avec l'Orne
- Démographie de l'Orne